# Trossinger Leier

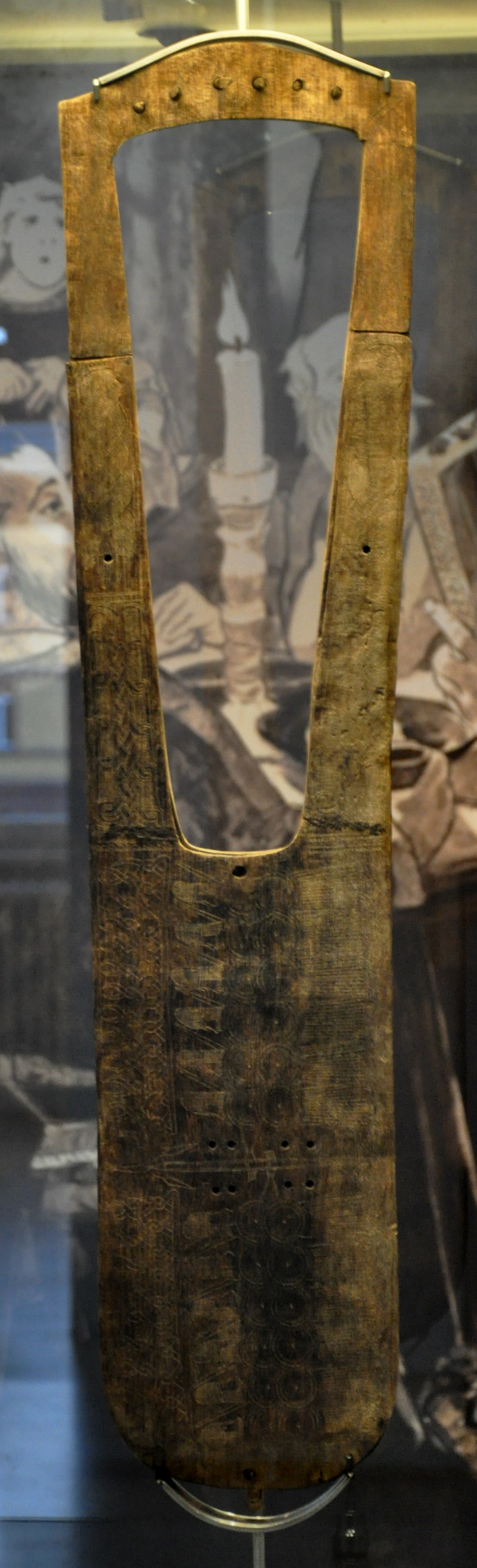
Trossinger Leier

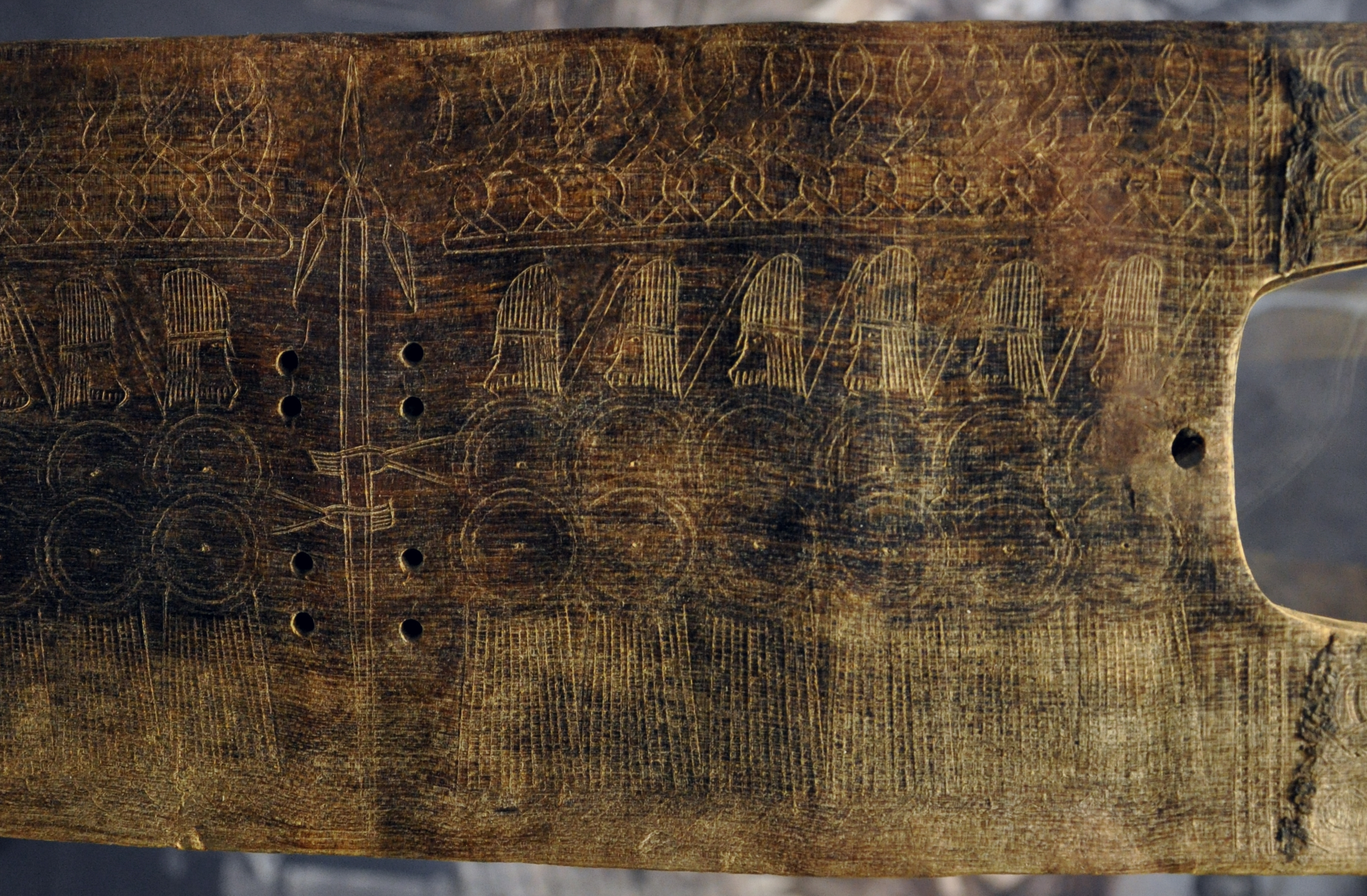
Detail der Decke ohne Steg

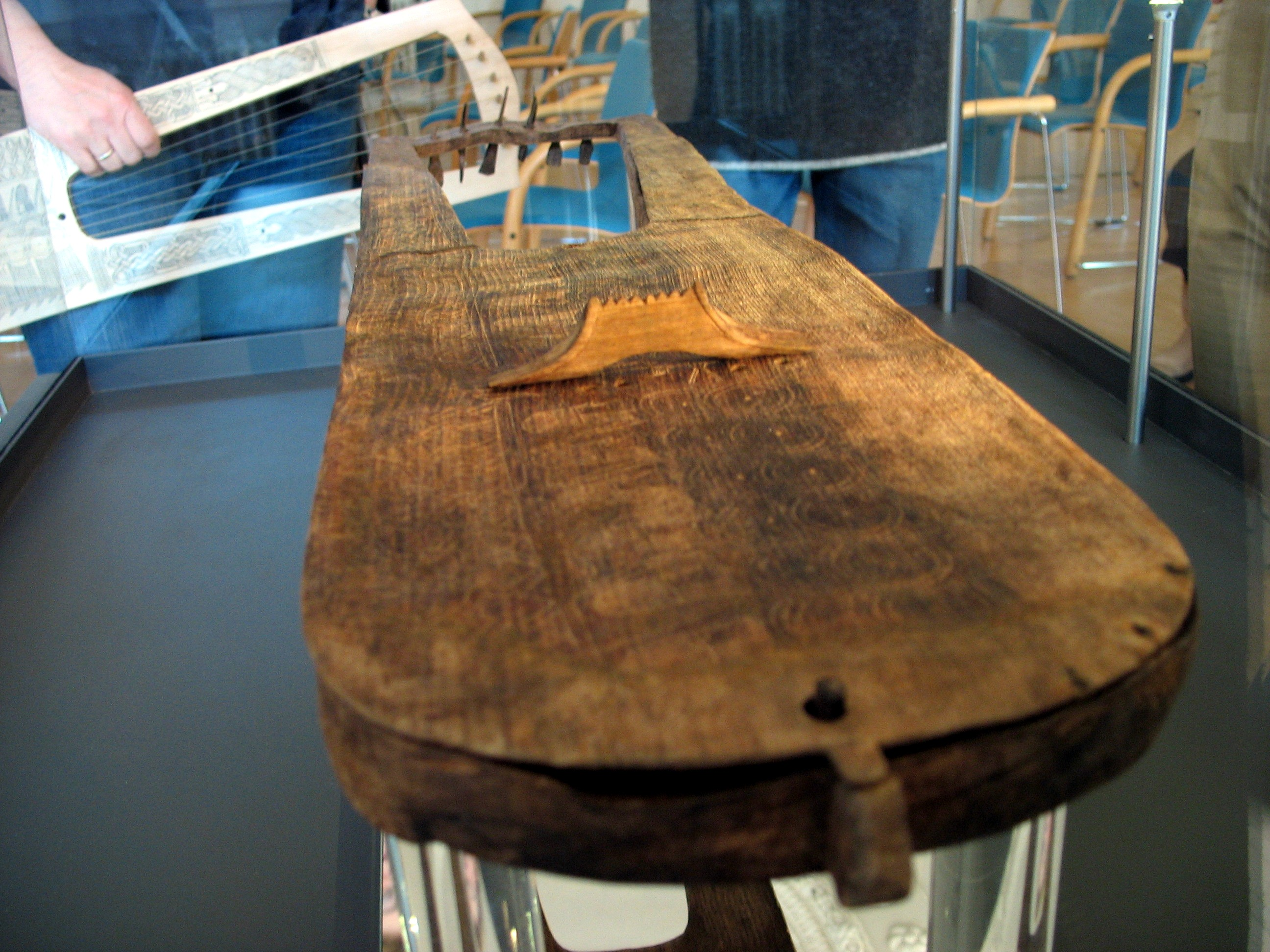
Trossinger Leier bei der erstmaligen öffentlichen Präsentation 2006 im Archäologischen Landesmuseum Baden-Württemberg in Konstanz. Im Hintergrund eine Rekonstruktion

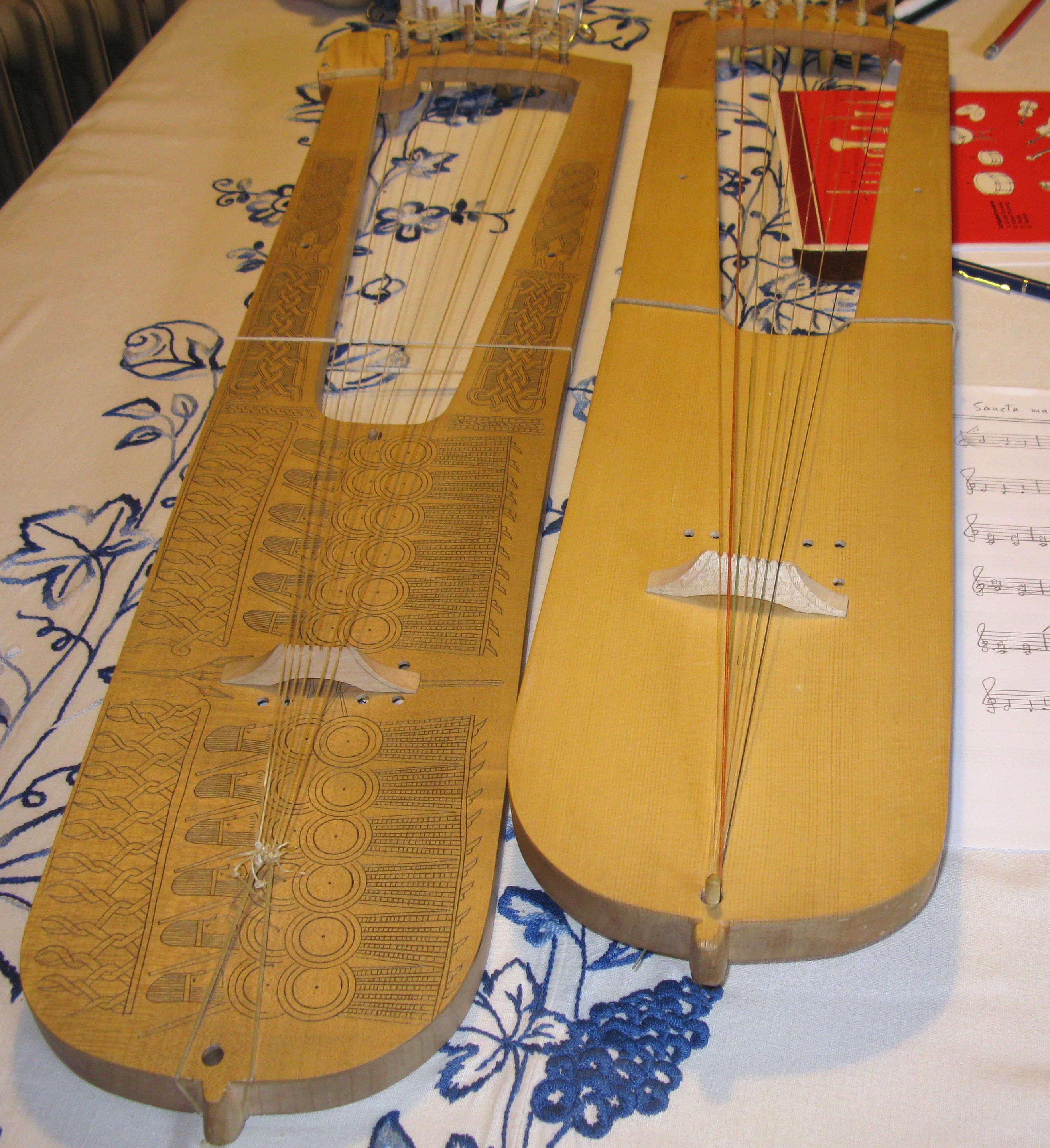
Nachbauten der Trossinger Leier

Die Trossinger Leier ist eine sechssaitige germanische Leier aus einem alamannischen Adelsgrab des 6. Jahrhunderts aus der „Musikstadt“ Trossingen im Landkreis Tuttlingen. Diese nahezu vollständig erhaltene Leier gilt als das besterhaltene Stück unter den insgesamt 15 bisher bekannten frühmittelalterlichen Exemplaren. Sie ist in der Dauerausstellung des  Archäologischen Landesmuseums in Konstanz ausgestellt. Ein originalgetreuer Nachbau der Leier ist zusammen mit Nachbauten des Mobiliars aus der Grabausstattung im Museum Auberlehaus in Trossingen zu sehen.

## Beschreibung
Der Resonanzkörper der Leier hatte – nach der Konservierung – eine Gesamtlänge von 803 mm, die größte Breite am Joch betrug 195 mm, am Ansatz der Querstange 160 mm am Joch. Der Resonanzkörper des Instruments ist lediglich 11 bis 20 mm dick. Resonanzkörper, Jocharme und Querjoch waren aus einem Stück Ahorn gearbeitet. Die zwischen 6 und 1 mm starke Resonanzdecke aus Ahorn war aufgeklebt und bei einer nachträglichen Reparatur mit fünf kleinen Eisennägelchen fixiert. An den Ansätzen der Jocharme sind je ein und etwa mittig auf der Resonanzdecke 8 Schalllöcher eingebohrt. Dies ist der erste Nachweis von Schalllöchern an einer Leier. Von den 6 Wirbeln zum Spannen und Stimmen der Saiten bestehen vier aus Esche und zwei aus Hasel. Der Saitensteg besteht aus Weidenholz. Lederreste an den unteren Enden der Jocharme deuten auf eine Art Halteband hin. Abnutzungsspuren und angeschliffene Kanten an einem der Jocharme zeigen, dass das Instrument über eine längere Zeit bespielt wurde. Reste der vermutlich aus Darm bestehenden Saiten sind nicht erhalten.
Beide Seiten der Leier sind reichhaltig und nahezu flächenfüllend mit Ornamenten beschnitzt. Die Vorderseite des Resonanzdeckels ziert zudem eine bildliche Darstellung mit Menschen, was für diese Zeit Seltenheitswert besitzt. Die Flechtbandornamente sind im Tierstil II ausgeführt. Rußpartikel in den eingeschnittenen Verzierungen zeigen, dass die Schnitzereien schwarz gefärbt waren.
- Vorderseite: Der Resonanzdeckel zeigt zwei Gruppen von je sechs bewaffneten Kriegern in Seitenansicht, welche aufeinander zuschreiten. Die jeweils anführenden Krieger umfassen mit ihren Händen eine vor ihnen aufrecht stehende Lanze, an deren Tülle zwei rautenförmige Wimpel an Bändern herabhängen. Die Krieger tragen schulterlanges Haar, das von einem Stirnband gehalten wird. Die von einem Kinnbart gezierten Gesichter sind individuell gestaltet. Die Männer sind mit knöchellangen tunikaartigen Gewändern bekleidet, unter deren Säume je ein Paar Füße mit angedeutetem Schuhabsatz ragen. Jeder Krieger hält auf der dem Betrachter abgewandten Seite eine mit der Spitze zu Boden gerichtete Lanze und auf der Schauseite zwei übereinander liegende Schilde. Ob damit eine Verdopplung oder Vervielfachung der dargestellten Krieger angedeutet werden sollte, ist unklar, da jedem Krieger nur ein Kopf, eine Waffe und ein paar Füße zugeordnet sind. Über den Köpfen der Gruppe befindet sich eine durch eine Linie getrennte, flammenartige Verzierung. Die Jocharme der Leier sind mit Flechtbandornamenten in Schlangenform verziert.
- Rückseite: Der Resonanzkörper ist flächenfüllend mit einem komplexen, aus 44 Schlangen gebildeten Flechtornament verziert. Die Jocharme zeigen in je drei Kassetten verschiedenen Flecht- und Schleifenornamenten.

## Fundgeschichte
Das alamannische Gräberfeld im Stadtgebiet von Trossingen ist schon seit vielen Jahren bekannt, es wurde immer wieder bei Bauarbeiten angeschnitten und untersucht. Bei der Anlage einer Tiefgarage, auf dem ehemaligen Gelände der Schreinerei Weiss, stießen Archäologen im Jahr 2001 auf Bodenverfärbungen, die ein Grab anzeigten. Das Grab wurde mit der laufenden Nummer 58 gekennzeichnet und freigelegt. Da die Grabkammer ideale Bedingungen für Holz- und Textilerhaltung aufwies, wurde es im Block geborgen. Diese Notbergung erfolgte im Winter 2001/2002 durch Mitarbeiter der Archäologischen Denkmalpflege in Freiburg. Im Archäologischen Institut der Universität Freiburg wurde es über mehrere Jahre unter Laborbedingungen freigelegt und dokumentiert. Bei Freilegung des merowingischen Adelsgrabes des etwa 40-jährigen, wohlhabenden Mannes mit 1,78 Meter, für die damalige Zeit ausgesprochen groß gewachsen, traten viele Grabbeigaben zu Tage: Bett, hölzerne Feldflasche, Teller, Schalen, Kerzenleuchter, Stuhl, Tisch, Waffen sowie zahlreiche Textil- und Lederfragmente. Schwert und Reiterlanze lassen auf einen Krieger schließen. Die Leier lag mit der Vorderseite nach unten in Armhöhe auf der linken Seite des Toten. Es ist nicht sicher, ob die Leier so in das Grab gelegt wurde, oder ob sie sich später verlagerte. An dem Holz des Instruments hafteten einige Textilreste. Ob die Leier darin eingewickelt war, ist noch Gegenstand von Untersuchungen. Der Mann verstarb im Spätsommer des Jahres 580. Die dendrochronologische Untersuchung der schweren Eichenbohlen der Grabkammer lässt dies exakt bestimmen. In seinem Grab ruhte der Tote in einem gedrechselten Rahmenbett, das durch einen Dachaufsatz in einen geschlossenen Sarg verwandelt worden war. Beim rechten Arm des Toten lag ein Schwert, mit dem linken Arm hielt er die Leier. Die Kleidung des Mannes war hochwertig, Lederbesetzte Handschuhe, eine wollene Tunika, Leinenhose und Mantel. Zur Bewaffnung gehörten eine Reiterlanze von erstaunlichen 3,60 Metern Gesamtlänge, ein Rundschild aus Erlenholz sowie eine Reitgerte und die Reste eines Sattels. Auch Möbel wurden dem Grab beigegeben. Neben dem Bett fanden die Archäologen einen Leuchter, einen repräsentativen Stuhl und einen dreibeinigen Tisch. Hinzu kommen eine gedrechselte Feldflasche, in der sich Reste von Bier fanden, eine gedrechselte Wurzelschale und eine geschnitzte Waschschüssel. Es sind Beigaben, wie sie bei einem Gastmahl verwendet wurden.

## Forschungsergebnisse und Rekonstruktion
Die Datierung der Leier erfolgte über dendrochronologische Untersuchungen von fünf Holzproben aus dem Grab, drei Eichenholzbohlen und eines Buchendeckbretts der Grabkammer sowie des Kerzenleuchters. Sie ergaben übereinstimmende Fälldaten der Bäume um die Jahre 578–580 n. Chr. Die Leier stammt also spätestens aus dem Jahr 580, aufgrund der Abnutzungsspuren an dem Instrument ist aber von einem früheren Herstellungsdatum auszugehen. Eine Begutachtung des Instruments durch den Harfen- und Leierbauer Rainer M. Thurau ergab, dass die Leier voll spielbar war.
Exakte und handwerklich korrekte Nachbauten des Instruments befinden sich im Museum Auberlehaus in Trossingen unweit der Fundstätte sowie im Archäologischen Museum in Konstanz. Eine weitere originalgetreue Replik befand sich im Besitz des Wiener Musikers Eberhard Kummer, der sie als Solo- und Begleitinstrument (zum Beispiel zu Horaz-Oden) einsetzte. Ein solches Instrument wird auch von dem international bekannten Leierinterpreten Benjamin Bagby bei seinen „Beowulf“-Interpretationen eingesetzt. Es handelt sich bei allen Leiern um beurkundete Nachbauten von Rainer M. Thurau, Wiesbaden, die unter der wissenschaftlichen Betreuung durch Theune angefertigt wurden. Weitere Nachbauten wurden von Ekkehard Sachs durchgeführt und deren Bauplan im Instrumentenbau Report Heft 42/43 veröffentlicht.
Aufgrund des hohen musikgeschichtlichen Interesses an dem Fund gibt es inzwischen einige weitere, jedoch größtenteils kritisch zu betrachtende Rekonstruktionen des Instruments. Nachbauten der Trossinger Leier werden beispielsweise in der Musik der Mittelalterszene eingesetzt. Spielmann Michel alias Michael Völkel spielt eine 7-saitige Variation des Instruments. Das Hildebrandslied aus dem 9. Jahrhundert interpretieren unter anderem die Gruppe Duivelspack und Knud Seckel mit einem solchen Nachbau.
Die Leier kann mit der rechten Hand gezupft werden, während die linke das Instrument festhält. Eine Alternative ist, mit den Fingern der linken Hand ungewünschte Töne abzudämpfen, während die rechte Hand alle Saiten ähnlich wie bei einer Gitarre anschlägt. Eine Variation dieser Methode ist das Dämpfen und Zupfen, wobei die Finger der linken Hand, die die Saiten gedämpft haben, zum Zupfen von zusätzlichen Melodietönen verwendet werden. Der klangliche Effekt ist vergleichbar mit dem Hammering auf einer Gitarre.

## Interpretation der Verzierung
Eberhard Kummer vermutet, dass bei der Verwendung des Instrumentes die Schlangen- und Flechtornamente auf den Jocharmen dem Musiker zur Orientierung beim Spielen der Melodie gedient haben könnten, da sie verschiedene Tonleitern anzeigen:

„Zur Trossinger Leier: Die Ritzzeichnungen auf dem rechten Arm (in Aufsicht) der Leier auf der Vorderseite (dort, wo der Steg sitzt) sind gegliedert in ein Tetrachord (von oben nach unten) und ein Hexachord. Das Tetrachord ist chromatisch (bzw. vierteltönig), das Hexachord (ausgehend vom obersten Schallloch, d. h. in der Nähe der Wirbel) diatonisch in den Abständen T, T, ST, T, T. Die Ritzzeichnungen beim Hexachord können beim Stimmen der sechs Saiten (z. B. c bis a) wertvolle Dienste leisten. Am linken Arm sind die gleichen Ritzzeichnungen (Schlangen) angebracht. Auch die Rückseite hat Ritzzeichnungen (gegliedert in zwei Tetrachorde und eine Sept), die indischen Sruti nahekommen, in etwa ausreichend, um die beiden vedischen Haupttonarten darzustellen.“